# Planeta duplo

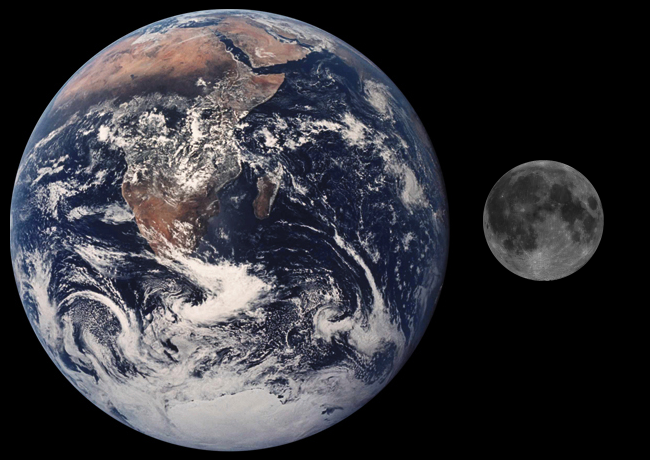
Como o baricentro do sistema Terra-Lua encontra-se abaixo da superfície da Terra, estes dois corpos são informalmente referidos como um sistema planeta-satélite

O termo planeta duplo, no seu uso mais comum, define um conjunto de dois planetas de massa comparável orbitando um em redor de outro. O termo "planeta duplo" é informalmente utilizado para descrever um planeta que possui um satélite suficientemente grande para também ser considerado um planeta por direito próprio. Uma definição comum é que o centro de gravidade do sistema, em torno do qual os objetos orbitam, esteja acima da superfície.
O termo formal é sistema binário. Similarmente, existem também asteróides duplos, tais como 90 Antíope, e sistemas de objetos duplos da Cintura de Kuiper tais como (79360) 1997 CS29 e 1998 WW31. À data de 2009, não existiam oficialmente planetas-duplos.

## Definição de planeta duplo
Tem havido algum debate no passado, precisamente onde traçar a linha entre um planeta duplo e um planeta do sistema satélite. Na maioria dos casos, este não é um problema, pois o satélite tem uma massa pequena em relação ao seu plano de acolhimento. Plutão e Caronte são frequentemente referenciados na literatura como exemplo de um planeta duplo no nosso Sistema Solar, embora ainda existam controvérsias. O próprio sistema Terra-Lua, para alguns, poderia ser também um exemplo de planeta duplo. Uma definição simples e direta para diferenciar um sistema planeta-satélite de um planeta duplo, além da massa e das dimensões, seria a questão orbital. Neste caso, o sistema só será um planeta duplo se o centro de massa estiver fora do corpo do astro dominante. Em vista disso, o sistema Plutão-Caronte é um planeta duplo, pois o centro de massa fica bem acima da superfície plutoniana. Nesse contexto, o sistema Terra-Lua seria do tipo planeta-satélite, já que o centro de massa fica bem abaixo da crosta terrestre. Considerando Plutão e Caronte um planeta duplo, os satélites plutonianos Nix, Hidra, Estige e Cérbero não são luas de Plutão, mas sim luas do planeta duplo Plutão-Caronte, uma vez que a lógica leva a crer que os pequenos astros orbitem o centro de massa dos planetas anões. Em particular, com excepção dos sistemas Terra-Lua e Plutão-Caronte, todos os satélites deste Sistema Solar têm massas menores do que 0,00025 (1/4000) a massa do planeta anfitrião ou planeta anão. Por outro lado, a Terra e a Lua têm uma relação de massa de 0,01230 (≈ 1/81), e Plutão e o seu satélite Caronte têm uma relação de massa de 0,117 (≈ 1/9) 
Um ponto de corte comumente aceite para decidir entre um sistema planeta-satélite ou um planeta duplo é baseando-se na localização do centro de massa dos dois objectos (isto é, o baricentro). Se o baricentro não está localizado sob a superfície de qualquer corpo, então pode-se referir ao sistema como um sistema de planeta duplo. Neste caso, ambos os organismos orbitam em torno de um ponto no espaço livre entre os dois. Por esta definição, Plutão e Caronte seriam visto como um sistema planeta "duplo" (anão), enquanto a Terra e a Lua não. Em 2006, a União Astronómica Internacional brevemente considerado uma definição formal do termo planeta duplo que poderia ter formalmente incluídos Plutão e Caronte, mas esta definição não foi ratificada. Sendo aceite não para uso oficial da UAI, o astrónomo Alan Stern da missão New Horizons para a Cintura de Kuiper e Plutão refere-se ao sistema Plutão-Caronte como um planeta duplo.

## Definição conflituosa
O falecido Isaac Asimov sugeriu uma distinção entre sistemas planeta-satélite e Planeta duplo com base no que ele chamou de um "cabo-de-guerra". Essa quantidade é simplesmente a razão da força gravitacional entre o planeta e o satélite, e o satélite e o Sol. No caso da Lua, o Sol vence o "cabo-de-guerra", e a Terra e a Lua formam um sistema de planeta duplo. O oposto é verdadeiro para a maioria (mas não todos) dos outros sistemas de satélites do nosso Sistema Solar, incluindo o sistema Plutão-Caronte, que seriam classificados como sistemas planeta-satélite.

## Planetas-duplos na ficção
- New Washington e Franklin no livro, de Jerry Pournelle, The Prince;
- Opal e Quake no livro, de Charles Sheffield, Summertide;
- Roche e Eau no livro, de Robert L. Forward, Rocheworld;
- Urras e Anarres no livro, de Ursula K. Le Guin, The Dispossessed.